# Olle Söderlund
Sven Olof Ingvar (Olle) Söderlund, född 13 maj 1938 i Norrtälje, död 27 maj 2023 i Farsta distrikt, var en svensk journalist.
Efter folkskollärarexamen i Umeå 1963 arbetade Olle Söderlund mellan 1963 och 1967 vid Sveriges Radio i Umeå. Därefter blev han reporter vid SR:s nyhetsredaktion, Dagens eko. År 1974 började han arbeta vid televisionen där han främst var reporter specialiserad på inrikespolitik på nyhetsprogrammet Rapport i TV2. De sista åren före pensioneringen arbetade han vid SVT:s regionala TV-program över Stockholmsområdet ABC, varifrån han pensionerades år 2005.
Olle Söderlund publicerade år 1986 romanen Medvindsmannen.
Samma år spelade han journalist i filmen I lagens namn.